# 일산화 탄소 감지기

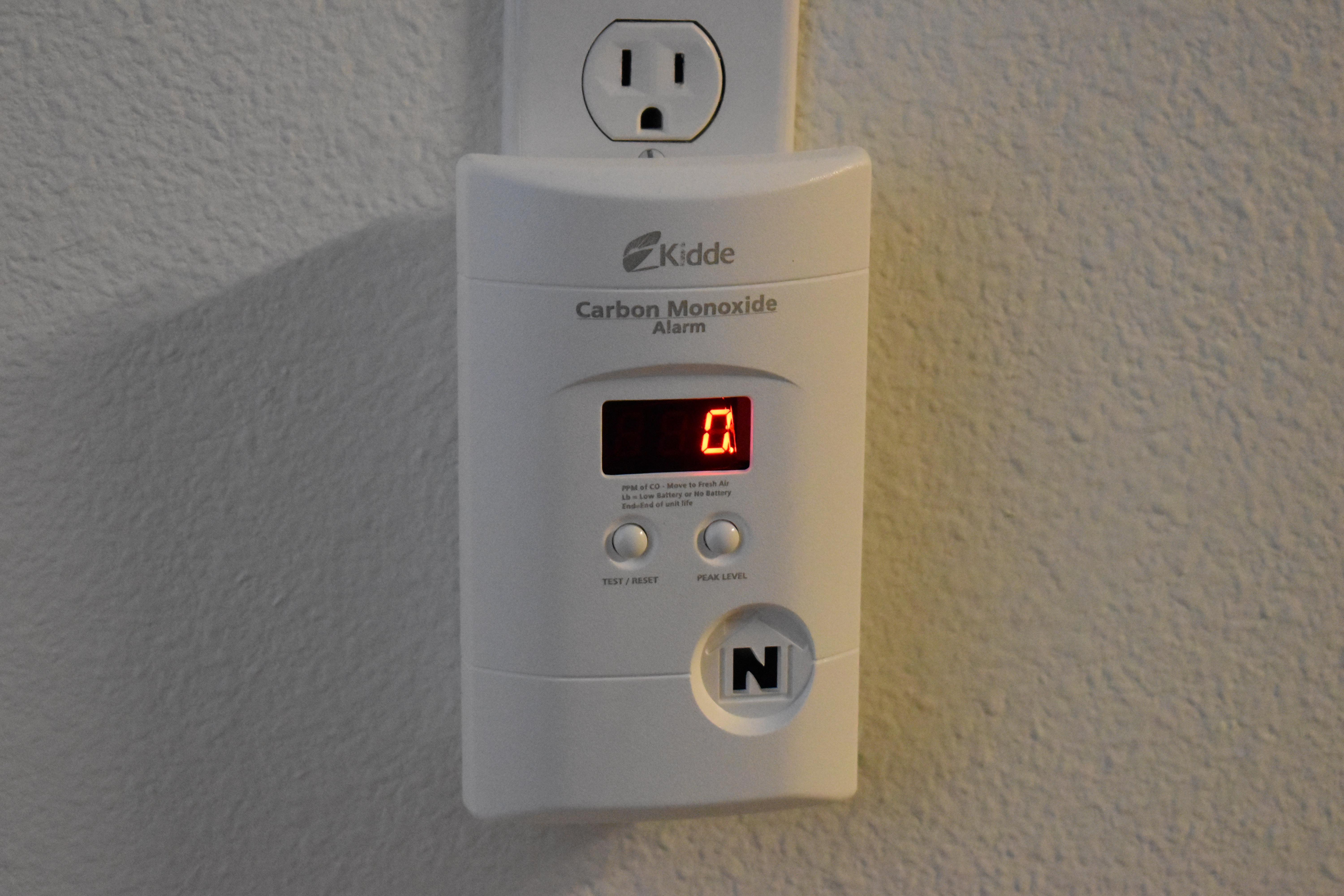

일산화 탄소 감지기(Carbon monoxide detector) 또는 CO 감지기는 일산화 탄소 중독을 예방하기 위해 일산화 탄소(CO) 가스의 존재를 감지하는 장치이다. 1990년대 후반 UL(Underwriters Laboratories)에서는 음향 장치가 있는 단일 스테이션 CO 감지기의 정의를 일산화 탄소(CO) 경보기로 변경했다. 이는 UL 2034 표준을 충족하는 모든 CO 안전 경보기에 적용된다. 그러나 UL 2075를 충족하는 수동 표시기 및 시스템 장치의 경우 UL은 이를 일산화 탄소 감지기라고 부른다. 대부분의 CO 감지기는 정의되고 제한된 수명을 가진 센서를 사용하며 무기한 작동하지 않는다.
CO는 탄소를 함유한 물질이 불완전 연소되어 생성되는 무색, 무미, 무취의 기체이다. 사람의 눈에 거의 띄지 않기 때문에 '침묵의 살인자'라고도 불린다. UL의 연구에 따르면 "미국인의 60%는 가정에서 CO 누출의 잠재적인 징후를 식별할 수 없다." CO의 수준이 높으면 존재하는 양과 노출 기간에 따라 인간에게 위험할 수 있다. 농도가 낮을수록 장기간에 걸쳐 해로울 수 있으며 농도가 높아지면 노출 시간이 짧아야 해로울 수 있다.
CO 감지기는 시간이 지남에 따라 CO 수준을 측정하고 위험한 수준의 CO가 환경에 축적되기 전에 경보를 울리도록 설계되어 사람들에게 해당 지역을 안전하게 환기하거나 대피할 수 있는 적절한 경고를 제공한다. 일부 시스템 연결 감지기는 필요할 경우 응급 서비스를 파견할 수 있는 모니터링 서비스에 경고도 보낸다.
CO 감지기는 연기 감지기 역할을 하지 않으며 그 반대의 경우도 마찬가지이지만 연기/CO 결합 감지기도 판매된다. 가정에서 흔히 발생하는 CO 발생원으로는 화염, 실내 난방기, 온수기, 막힌 굴뚝, 차고 내부의 자동차 운전이나 그릴 등이 있다.